# The Upcoming Terror
The Upcoming Terror – debiutancka płyta niemieckiego thrashmetalowego zespołu Assassin, wydana w 1987. 
Po ustablizowaniu składu i nagraniu dwóch kaset demo Holy Terror (1985) i The Saga of Nemesis (kwiecień 1986), które spotkały się z dużym zainteresowaniem fanów, zespół podpisał kontrakt z wytwórnią SPV. Utwory na debiutancki album nagrano i zmiksowano w listopadzie 1986 w studiu Karo Music w Münster. Płyta ukazała się w sprzedaży 3 czerwca 1987.
Produkcja zawiera 8 kompozycji. W większości są one szybkie, agresywne, oparte na ciężkim brzmieniu gitar, szaleńczym tempie sekcji rytmicznej oraz ostrym, przenikliwym wokalu Roberta Gonnelli. Podobnie jak wiele ówczesnych płyt thrashowych, The Upcoming Terror rozpoczyna się od intra spokojne wprowadzającego do następującego po nim muzycznego ataku (Forbidden Reality). Reprezentatywne dla  stylu zespołu są rozpędzone, brutalne kompozycje Nemesis, Holy Terror czy Bullets. Poza wstępem, zespół zwalnia tempo tylko raz, w utworze Assassin z łagodnymi, balladowymi fragmentami. 
Teksty na płycie mieszczą się w typowym dla gatunku zestawie tematycznym. Opisują brutalność świata pełnego okrucieństwa (Holy Terror, Bullets), pojawia się również motyw odwetu, zemsty (Assassin, Nemesis) oraz walki o zerwanie z niewolą ciemiężycieli (Fight to Stop the Tyranny). W Nemesis przywoływana jest tytułowa postać bogini zemsty. Kompozycja The Last Man jest profetyczną wizją atomowej zagłady ludzkości w 1999 roku. Inspiracją była katastrofa elektrowni atomowej w Czarnobylu, która wstrząsnęła świadomością społeczeństw europejskich w kwietniu 1986 (zagrożenie atakiem jądrowym wynikające z zimnej wojny znalazło odbicie w wielu tekstach utworów metalowych z lat osiemdziesiątych). Całość warstwy tekstowej albumu składa się na ponury, pesymistyczny obraz świata, w którym dominuje przemoc, a jedyną nadzieją na zmianę jest podjęcie fizycznej walki. Zamykający krążek Speed of Light to utwór instrumentalny. 
Wydanie płyty zbiegło się w czasie z rozkwitem ekstremalnego metalu w Europie i za oceanem, przede wszystkim z gwałtownym rozwojem niemieckiej sceny thrashowej. Równolegle z Assassin debiutowały inne zespoły o pokrewnym stylu: Exumer, Tankard, Violent Force, Necronomicon czy Deathrow. Ugruntowaną pozycję na rynku miała już trójka gigantów niemieckiego thrashu: Kreator, Sodom i Destruction. Na The Upcoming Terror można usłyszeć mniej lub bardziej wyraźne wpływy tych formacji. Zauważalne są również inspiracje dokonaniami zespołów spoza Niemiec, na przykład Venom, Slayer, Voivod czy Razor.
Album entuzjastycznie przyjęty przez fanów bezkompromisowego, ekstremalnego metalu, znalazł też krytyków. Muzyce zarzucano nadmierne uproszczenia, hołdowanie przebrzmiałemu już stylowi, brak oryginalnych pomysłów. Assassin wyciągnął z tego wnioski na kolejnej płycie Interstellar Experience (1988), wyruszając w poszukiwanie nowych rozwiązań (m.in. w kierunku hardcore punk). Sukcesu The Upcoming Terror już jednak nie powtórzył.

## Lista utworów
1. Forbidden Reality – 5:32
2. Nemesis – 3:48
3. Fight (to Stop the Tyranny) – 2:26
4. The Last Man – 6:49
5. Assassin – 5:50
6. Holy Terror – 4:52
7. Bullets – 4:07
8. Speed of Light – 2:50

## Twórcy[3]
- Robert Gonnella – wokal
- Dinko Vekić – gitara
- Jürgen "Scholli" Scholz – gitara
- Markus "Lulle" Ludwig – gitara basowa
- Andreas "Psycho Danger" Süther – perkusja